# Nižné Repaše
Nižné Repaše (deutsch Unterripsch oder Unterrepasch, ungarisch Alsórépás) ist eine Gemeinde im Osten der Slowakei mit 149 Einwohnern (Stand 31. Dezember 2024) und gehört zum Okres Levoča, einem Kreis des Prešovský kraj sowie zur traditionellen Landschaft Zips.

## Geografie
Die Gemeinde befindet sich in den Leutschauer Bergen am Oberlauf der Torysa. Das Gemeindegebiet ist weitgehend von Weidenlandschaft geprägt; Buchenwälder wachsen lediglich im Nordosten. Das Ortszentrum liegt auf einer Höhe von 747 m n.m. und ist 16 Kilometer von Levoča entfernt.
Nachbargemeinden sind Tichý Potok im Norden, Oľšavica im Osten, Pavľany im Südosten, Vyšné Repaše im Südwesten und Torysky im Nordwesten.

## Geschichte
Der Ort wurde zum ersten Mal 1270 als Repach schriftlich erwähnt und entstand in einem Wald, der 1278 zum Geschlecht Görgey kam. Weitere zeitgenössische Namen sind Repas (1311), Keeth Repas (1323), Nagrepach (1342), Repach Inferior (1399), Alsorepas (1417). 1787 hatte die Ortschaft 71 Häuser und 512 Einwohner, 1828 zählte man 115 Häuser und 836 Einwohner, die von Forstwirtschaft, Viehhaltung und Herstellung von landwirtschaftlichen Werkzeugen lebten.
Bis 1918 gehörte der im Komitat Zips liegende Ort zum Königreich Ungarn und kam danach zur Tschechoslowakei beziehungsweise heute Slowakei. Nach dem Zweiten Weltkrieg setzte wegen Landflucht ein allmählicher Bevölkerungsrückgang ein, sodass die Gemeinde heute nicht einmal 200 Einwohner zählt.

## Bevölkerung
| Jahr                | 1994 | 2004     | 2014     | 2024     |
| ------------------- | ---- | -------- | -------- | -------- |
| Anzahl der Personen | 251  | 212      | 183      | 149      |
| Unterschied         |      | −15,53 % | −13,67 % | −18,57 % |

| Jahr                | 2023 | 2024 |
| ------------------- | ---- | ---- |
| Anzahl der Personen | 149  | 149  |
| Unterschied         |      | +0 % |

Gemäß der Volkszählung 2011 wohnten in Nižné Repaše 189 Einwohner, davon 156 Slowaken und 28 Russinen. Fünf Einwohner machten keine Angabe. 154 Einwohner bekannten sich zur griechisch-katholischen Kirche, 26 Einwohner zur römisch-katholischen Kirche und jeweils ein Einwohner zur evangelischen Kirche A. B. sowie zur orthodoxen Kirche. Ein Einwohner war konfessionslos und bei sechs Einwohnern wurde die Konfession nicht ermittelt.

## Bauwerke
In Nižné Repaše gibt es die griechisch-katholische Annakirche aus dem 14. Jahrhundert, sie wurde 1879 wesentlich erneuert. Im Dorf kann man zahlreiche traditionelle Blockhäuser finden.